# Arnold Amet

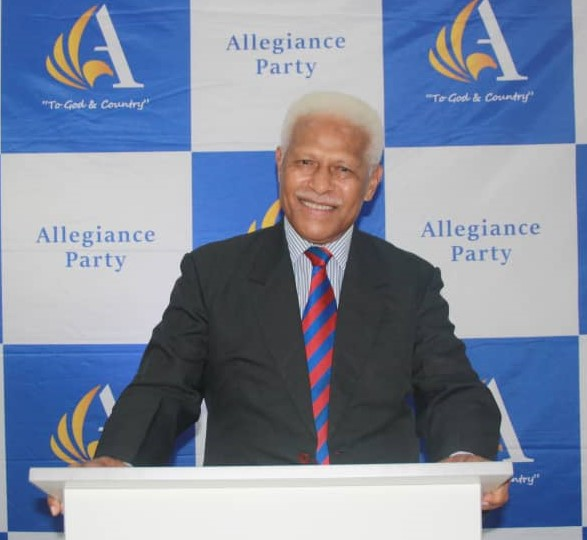
Arnold Amet

Arnold Karibone Amet (* 30. Oktober 1952) ist ein papua-neuguineischer Jurist und Politiker.
Arnold Amet war von November 2007 bis Dezember 2010 Gouverneur der Provinz Madang. Er trat von diesem Amt zurück, um in der Regierung von Premierminister Michael Somare Minister für Justiz und Generalstaatsanwalt zu werden. Diese Position behielt er, bis die Regierung im August 2011 durch eine parlamentarische Erklärung zur Vakanz des Amtes des Premierministers abgelöst wurde, worauf er in die Opposition ging.
Bei den Parlamentswahlen von 2007 wurde er als Mitglied für die Provinz Madang in das Nationalparlament Papua-Neuguineas gewählt.
Arnold war bis 2003 Oberster Richter von Papua-Neuguinea, Vorsitzender der internationalen Wahlbeobachtungsbehörde des Commonwealth of Nations, Commonwealth Observer Group für die Wahlen von 2006 auf den Salomonen und Mitglied der internationalen Beobachtergruppe zur Beurteilung der politische Lage und der Menschenrechtssituation in Fidschi nach dem Militärputsch von 2006.